# 400米跨欄
400米跨欄是田徑中的徑賽項目的一種。400米欄由跑道上的10個跨欄組成，運動員要分別跨過這10個欄並首先衝過終點才算獲勝。現時奧林匹克運動會田徑項目中，400米跨欄為競賽項目之一。
男子400米跨欄的欄高為914毫米（若以英制方式計算為3英尺）。女子400米跨欄的欄高為762毫米（若以英制方式計算為2英尺6英吋／2.5英尺）。比賽時，運動員必須跨越10個欄架，根據國際田徑聯合會的規則，400米跨欄的10個欄架在跑道上的設置方式为：首個欄架與起點距離為45米，欄架與欄架距離為35米，最後一個欄架與終點距離為40米。
除故意用手推或用腳踢倒欄架外，身體其它部位碰倒欄架不算犯規。

## 世界紀錄
- 目前男子400米跨欄（91.4公分）世界紀錄為45.94秒，由挪威選手卡斯滕·瓦霍爾姆於2021年8月3日創造。
- 目前女子400米跨欄（76.2公分）世界紀錄為50.37秒，由美國選手悉妮·麦克劳克林於2024年8月8日創造。